# 가우리 칸
가우리 칸(힌디어: गौरी ख़ान, 영어: Gauri Khan, 1970년 10월 8일 ~ )은 인도의 영화 제작자, 디자이너이다.
인도의 카스트 최상위 계층인 브라만 출신이다.

## 출연 작품
- 제로 (2018)
- 라이스 (2017)
- 첸나이 익스프레스 (2013)
- 내 이름은 칸 (2010)
- 빌루 (2009)
- 옴 샨티 옴 (2007)
- 파헬리 (2005)
- 내가 여기 있잖아 (2004)
- 안잠 (1994)
- 때론 그렇고 때론 아니야 (1993)